# Predná Solisková veža
Predná Solisková veža (polsky Skrajna Soliskowa Turnia, německy Vorderer Soliskoturm, maďarsky Elülső Szoliszkótorony) je jižněji položená ze dvou Soliskových věží v Soliskovom hrebeni ve Vysokých Tatrách. Nachází se mezi Nižné Soliskovou štěrbinou (Zadnou Soliskovou veží) a Malým Soliskem. 

## Název
První známí horolezci, Günther Oskar Dyhrenfurth a Hermann Rumpelt, kteří vystoupili na vrchol v roce 1906 ji pojmenovali Rumpeltovou věží - Rumpeltthurm. Maďaři převzali pojmenování - Rumpelttorony. Název se neujal. 

## Prvovýstup
- V létě: Günther Oskar Dyhrenfurth a Hermann Rumpelt 10. června 1906
- V zimě: Julius Andreas Hefty a Lajos Rokfalusy 25. března 1913 [1]

## Turistika
Na vrchol nevede turistický chodník. Výstup je možný jen s horským vůdcem nebo různými cestami mohou na vrchol vystoupit horolezci.